# 코코진 카툰

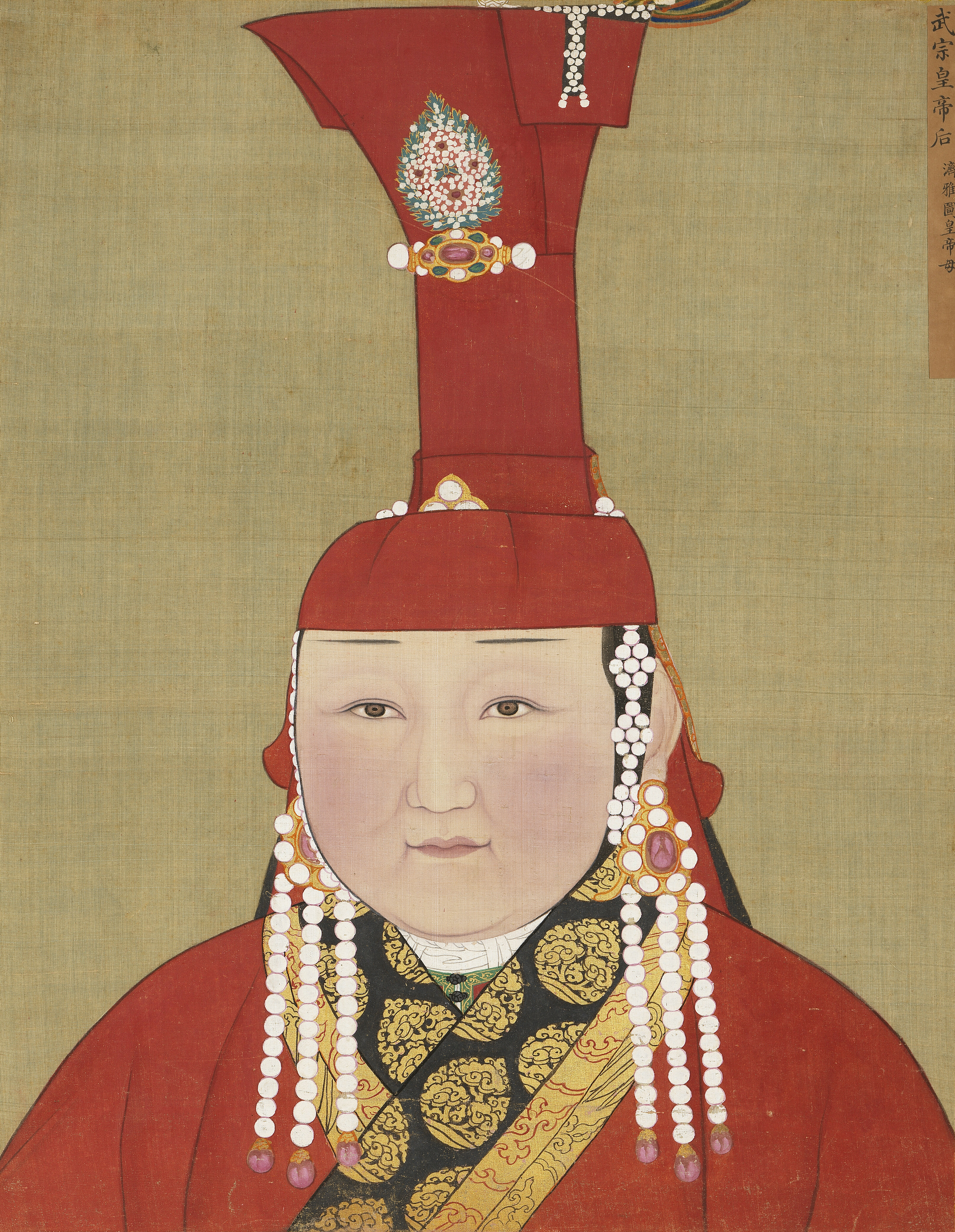

코코진(ᠬᠥᠬᠡᠵᠢᠨ, Хөхжин хатан, Kökejin, 1240년? ~ 1300년 3월 1일(음력 2월 10일)) 혹은 쿠케진은 몽골 제국 원나라의 황족으로 세조 쿠빌라이 카안의 황태자 친김의 정비이며, 테무르 칸의 어머니이다. 원 무종, 원 인종의 조모이다. 한자 표기는 闊闊眞 혹은 闊闊真으로, 다른 이름은 바이람에게치(ᠬᠥᠬᠡᠵᠢᠨ, 伯藍也怯赤, 백람야겁적, Балан эгч)였다. 중국식 시호는 휘인유성황후(徽仁裕聖皇后)이다.
곤기라트 부족 출신으로, 1273년 남편 친킴이 황태자가 되자 태자비에 책봉되었으나 1286년 1월 5일 친킴은 즉위하기 전에 병사했다. 남편 사후 황실의 재산을 장악하였고 테무르 올제이투를 쿠빌라이 카안의 후계자로 낙점하는데 기여하였다.

## 생애

### 생애 초반
1240년 전후로 출생했으나 정확한 출생년월일은 전하지 않는다. 본명은 바이람에게치이고, 별칭은 코코진이다. 곤기라트 부족 출신이며, 그의 친정에 대한 상세한 기록은 전하지 않는다. 일설에는 코코진은 안친 노얀(Анчин ноёны)의 딸이라는 설이 있으며, 친정어머니의 이름과 행적은 알려진 것이 없다. 별칭 코코진으로도 알려졌으며, 중세 몽골어로 푸른, 파랗다는 뜻이다. 바이람에게치의 어린시절에 대한 기록 역시 전하지 않는다.
대칸 쿠빌라이가 사냥 나갔을 때, 옹기라트부 영토에 온 쿠빌라이의 눈에 띄어 쿠빌라이의 차남 친김의 처가 되었다. 중통(中統) 4년(1263년)에서 지원(至元) 2년(1265년)까지 3년간 아들 카말라, 다르마발라, 테무르를 얻었다. 현명한 부인으로써도 알려져 황태자의 칭호를 받고 쿠빌라이의 가장 유력한 후사가 된 친김의 궁정(오르도)를 잘 지켜내는 동시에 친김의 어머니와 같은 곤기라트 부족 출신 황후 차브이를 가까이서 섬겼다.
원사 후비전에 따르면 그녀는 총명하고 생각이 깊었다 한다. 쿠빌라이 카안은 사냥을 나갔을 때, 길에서 목이 말라 목자의 천막에 다가가 낙타 벨벳을 찾는 여자를 보고 앞으로 나아갔다. 쿠빌라이 카안이 말의 젖을 요구하자, 소녀는 "집에 마유가 있지만 부모님과 형제들은 집에 없다. 여인의 집에서 손님을 맞이하는 것이 편리하지 않다"고 말했다. 이 말을 듣고 쿠빌라이 칸은 빈손으로 떠날 준비를 했다. 곧 가족은 돌아와 쿠빌라이 칸에게 암말의 우유 한 잔을 주었다. 쿠빌라이는 돌아온 뒤 한숨을 쉬며 "내가 가족 중에 그런 여자를 찾을 수 있다면 좋을 것이다!" 하였다.
친킴의 처를 구할 때, 쿠빌라이 칸은 많은 여성들을 간택했지만, 탐탁치 않아했다. 쿠빌라이 칸은 사자를 보내 사냥 때 본 여성에 대해 수소문하러 갔고, 사자는 그녀가 아직 결혼하지 않았다는 사실을 알게 되어 쿠빌라이 칸에게 보고했다. 쿠빌라이 칸은 기뻐하여 이 소녀, 코코진을 친킴의 아내로 낙점했다 한다.

### 궁궐의 재산 장악
지원 18년(1281년) 음력 2월 29일에 차브이가 사망하자, 바이람에게치는 군주의 후비의 궁정(오르도)과 그 영지, 재산은 같은 부족 출신의 후비에게 상속되는 몽골의 전통을 따라 생전의 차브이가 모은 막대한 재산을 상속하였다. 차브이는 같은 가문의 남부이 카툰을 차기 황후로 지명했는데, 태자비인 코코진이 후비의 궁정을 차지한 배경은 알려진 것이 없다.
남편 친김은 아버지 쿠빌라이 칸이 등용한 무슬림 재정 관료 상서성의 아흐메드 갈등하다가, 쿠빌라이와의 갈등으로 확대되었다. 친킴은 스트레스로 전전긍긍 하다가 알콜중독으로 지원 23년(1286년) 1월 5일에 대칸 쿠빌라이보다 먼저 죽었지만, 차브이의 보호와 친김의 권세 아래 권력과 재산을 소유했던 황태자부의 관리 권한은, 코코진에게 그대로 상속되었다. 친김이 죽자 쿠빌라이 카안의 넷째 아들 노무간이 차기 황태자직을 원했으나, 코코진의 노력으로 그의 차남 다르마발라가 차기 황태자로 내정되었다. 코코진의 다른 아들들 또한 쿠빌라이의 유력한 후사 후보로써 지위를 유지할 수 있었다.
1292년 둘째 아들 다르마발라가 대도에서 진료받던 중 사망했다. 코코진은 카말라와 테무르 사이에서 새 황태자가 낙점되도록 하였다.

### 황태후
지원 31년(1294년)에 쿠빌라이가 사망하고, 대칸의 미망인이 주최하게 되어 있는 차기 대칸을 선출하기 위한 쿠릴타이를 코코진이 주도해 개최하였는데, 쿠릴타이에 참석한 요인 중에는 대칸 쿠빌라이의 부마(駙馬) 자격으로써 고려의 군주가 된 충렬왕(忠烈王)도 있었다. 이 쿠릴타이에서 카말라와 테무르 두 사람이 후보로 거론되었고(타르마달라는 요절) 코코진은 대신 바얀 등의 대신들의 도움으로 쿠빌라이가 생전 황태자 칭호를 주었던 테무르 올제이투를 차기 대칸으로 삼았다. 테무르가 즉위하자 그해 5월 10일 어머니인 코코진은 황태후가 되었고, 황태자부는 융복궁(隆福宮)으로 개칭되었다. 코코진은 융복궁 세력을 배경삼아 테무르의 후견인으로써 활약하다 대덕(大德) 4년(1300년) 3월 1일에 사망하였다.
코코진의 소유였던 융복궁은 테무르의 황후로 바야우트 부족 출신의 불루간과 다르마달라의 미망인으로 코코진과 같은 곤기라트 출신의 다기에게 상속될 가능성이 있었으나, 대덕 11년(1307년) 테무르가 죽자 정변이 일어나 다기의 소유로 넘어갔다. 테무르가 사후 후계자를 남기지 못했기 때문에, 테무르 사후 몽골 제국에서 되풀이되던 후계자 쟁탈전이 다시 재현되고, 대칸(황제)의 자리를 놓고 모후, 외척, 권신 등 몽골 귀족끼리의 격렬한 권력 다툼이 되풀이되었다.

### 사후
시신은 선릉(친킴의 묘) 곁에 부장되었다 한다. 그의 거처 융복궁은 후일 같은 옹기라트부 출신 다기가 물려받아 흥성궁으로 개편되었으며, 이는 아유르바르와다와 시데발라의 치세기간까지 영향력을 행사했다.
곤기라트는 칭기즈 칸의 황후 보르테, 쿠빌라이의 황후 차브이, 테무르의 어머니 코코진 등을 배출하며 쿠빌라이, 테무르의 2대에 걸쳐 외척으로 권세를 누렸던 부족으로써 권력 다툼의 중심에 있었다. 곤기라트 출신이 아니었던 불루간은 궁정 귀족의 힘을 억누르기 위해 테무르의 종제였던 안서왕 아난다를 황제로 맞이했으나, 방계 즉위에 의해 기득권을 위협받을 것을 두려워한 중신들이 쿠데타를 일으켜 불르간과 아난다를 살해하고, 몽골 고원의 방위를 담당하던 테무르의 조카 카이산을 황제로 맞이했던 것이다.
그 뒤 융복궁은 흥성궁(興聖宮)에 합쳐져 다기가 거느린 곤기라트파의 중신들의 아성이 되었고, 코코진의 유산은 부얀투 칸(원 인종)에게서 게게엔 칸(원 영종)에 걸치는 시대에 절대적인 권력을 행사했다. 코코진의 재산 가운데 말들은 《고려사》(高麗史)에는 코코진이 사망한 해인 대덕 4년(1300년)에 몽골 제국의 주요 목장(아막)이 설치되어 있던 탐라(耽羅)에 방목되었고, 이 해에 원은 탐라에 다시 총관부(摠管府)를 두어 제주도를 몽골 제국의 직할령으로 삼았다. 쿠빌라이가 사망하고 테무르가 즉위하였을 때 충렬왕이 원 조정에 요청해 제주도를 반환받은 지 6년만의 일이었다.
1300년 7월 1일 유성황후(裕聖皇后)의 시호를 받았고, 1310년(지대 3년) 10월 무종에 의해 휘인(徽仁)의 시호가 추가되어 휘인유성황후가 되었다.

## 가족관계
- 남편 : 친김(眞金)
  - 장남 : 카마라(甘麻剌)
    - 손자 : 예순테무르(也孫鐵木兒)

  - 차남 : 다르마발라(答剌麻八剌)
    - 손자 : 카이산(海山)
    - 손자 : 아유르바르와다(愛育黎拔力八達)

  - 삼남 : 테무르(鐵穆耳)